# Henryk Stenzel
Henryk Bronislaw Stenzel (ur. 7 lutego 1899 w Pabianicach, zm. 5 września 1980 w Houston), amerykański paleontolog pochodzenia polsko-żydowskiego.

## Biografia

### Życiorys
Urodził się jako Henryk Sztencel, syn Stanisława i Lei z domu Kohn. Studiował na Uniwersytecie Wrocławskim (wówczas Śląski Uniwersytet Fryderyka Wilhelma), gdzie administracja wymogła na nim zmianę pisowni nazwiska. W 1922 uzyskał doktorat; opiekunem jego pracy doktorskiej był petrograf Hans Cloos. W 1925 wyemigrował do USA, gdzie w 1929 poślubił Elsie z d. Brodbeck. Pracował na Texas A&M University (wówczas Agricultural and Mechanical College of Texas), Uniwersytecie Teksańskim w Austin, Uniwersytecie Houstońskim, Uniwersytecie Rice’a oraz na Uniwersytecie Stanu Luizjana. W 1977 przeszedł na emeryturę ze względu na stan zdrowia; zmarł po długiej chorobie.  

### Pełnione funkcje i otrzymane godności
- Przewodniczący Society of Economic Paleontologists and Mineralogists(inne języki) (1949–50)[2]
- Przewodniczący Paleontological Society(inne języki) (1955–56)[2]
- Oficjalny delegat USA na Międzynarodowy Kongres Geologiczny (sesja w Meksyku, 1956)[2]
- Członek honorowy Gulf Coast Section, Society of Economic Paleontologists and Mineralogists[6]

## Osiągnięcia naukowe
W USA Stenzel zajmował się głównie paleontologią trzeciorzędu. Pracował nad specjacją u kopalnych małży. Opisał także liczne nowe taksony kopalnych małży. Jego najważniejszym osiągnięciem była rewizja taksonomiczna ostryg, opublikowana jako oddzielny tom Treatise on Invertebrate Paleontology (tom N-3, 1971).

## Upamiętnienie
Na jego cześć nazwano rodzaj (lub podrodzaj) eoceńskich małży Stenzelia MacNeil, 1954, rodzaj kredowych łodzików Stenzeloceras Whetstone & Teichert, 1978 oraz kilka gatunków.